# Leichtathletik-Weltmeisterschaften der Behinderten 2002/Teilnehmer (Jordanien)
| stlisierte Goldmedaille | stlisierte Silbermedaille | stlisierte Bronzemedaille |
| ----------------------- | ------------------------- | ------------------------- |
| —                       | —                         | —                         |

Aus Jordanien nahmen zwei Diskuswerfer an den Leichtathletik-Weltmeisterschaften der Behinderten 2002 teil.

## Ergebnisse

### Männer
| Athleten         | Wettbewerb     | Vorlauf / Vorkampf | Vorlauf / Vorkampf | Halbfinale   | Halbfinale | Finale       | Finale |
| Athleten         | Wettbewerb     | Zeit / Weite       | Rang               | Zeit / Weite | Rang       | Zeit / Weite | Rang   |
| ---------------- | -------------- | ------------------ | ------------------ | ------------ | ---------- | ------------ | ------ |
| Nasser Alkhawaja | Diskuswurf F42 | –                  | –                  | –            | –          | 33,56 m      | 6      |
| Omar Hamadin     | Diskuswurf F56 | –                  | –                  | –            | –          | 32,11 m      | 7      |